# Cyrtanthus macmasteri
Cyrtanthus macmasteri är en amaryllisväxtart som beskrevs av Deirdré Anne Snijman. Cyrtanthus macmasteri ingår i släktet Cyrtanthus, och familjen amaryllisväxter. Inga underarter finns listade i Catalogue of Life.